# Hexen
 (octobre 2019).
Si vous disposez d'ouvrages ou d'articles de référence ou si vous connaissez des sites web de qualité traitant du thème abordé ici, merci de compléter l'article en donnant les références utiles à sa vérifiabilité et en les liant à la section « Notes et références ».
Hexen, aussi connu sous le nom de Hexen: Beyond Heretic, est un jeu de tir à la première personne développé par Raven Software, publié par id Software, distribué par GT Interactive et sorti le 30 octobre 1995.

## Présentation
Hexen est la suite de Heretic ; c'est le second jeu de Raven Software qui exploite le moteur graphique de Doom. Du côté des nouveautés techniques, rien de fondamental, si ce n'est l'ajout d'un système de hubs (passerelles), permettant au joueur de faire des allers-retours entre les différents niveaux et l'intégration d'un langage de programmation interprété au moteur de Doom. La souplesse de ce langage combiné au système de hubs et à l'inventaire - déjà présent dans Heretic - fera de Hexen un jeu aux niveaux variés et interconnectés de manière complexe, avec des énigmes ou mécanismes demandant des interventions dans plusieurs lieux distincts.
Comme dans Doom le jeu en réseau est possible, que ce soit par modem ou en réseau local. Jusqu'à huit joueurs peuvent s'affronter dans une même partie.
L'histoire est le prolongement de celle d'Heretic. Korax, le second Chevaucheur de Serpent, sème la mort et la destruction dans un monde médiéval-fantastique et doit être vaincu. Trois personnages différents, Baratus, un guerrier de la Légion, Parias, un croisé de l'Église et Daedolon, un mage de l'Arcanum, peuvent mener à bien cette tâche, faisant ainsi de Hexen le premier jeu de tir à la première personne à inclure des éléments propres au jeu de rôle. Hexen II, sa suite, poussera le concept encore plus loin, ajoutant un système de gain d'expérience et de montée en niveau des personnages.
Devant le succès du jeu, un add-on commercial officiel est sorti en 1996 : Hexen Mission Pack: Deathkings Of The Dark Citadel, contenant 3 nouveaux hubs et 20 niveaux supplémentaires. À cela on peut ajouter aussi un add-on commercial non officiel, H!Zone (1996 également), qui inclut 250 niveaux pour Heretic et Hexen répartis dans 12 épisodes.

## Bestiaire
- Calacorm : un guerrier reptile à deux têtes, armé d'une masse.
- Griffon de feu : un petit griffon noir entouré de flammes qui crache du feu.
- Serpent : un grand reptile (vert ou brun) cracheur de feu ou d'acide. Semblable à celui que chevauche D'sparil, le premier chevaucheur de serpent.
- Centaure : une créature avec des pattes griffues, deux bras, une armure et un bouclier. Il peut attaquer à distance et parer les coups avec le bouclier.
- Golem de glace : une créature faite de glace qui attaque en projetant un sort de froid.
- Heresiarque : un spectre sorcier, semblable à celui d'Heretic.
- Mort vivant : un spectre squelettique flottant dans les airs. Rapide et mortel. Sans compter qu'il ressuscite sans arrêt.
- Ver fouisseur : un ver qui sort du sol. Invulnérable, mais facile à esquiver.
- Homme poisson : ennemi exclusivement aquatique.

À cela s'ajoute quelques boss :
- Dragon : rapide et mortel.
- Grand heresiarque : un démon sorcier portant la robe des disciples de D'sparil. Il est quasiment invulnérable.
- Les seconds de Korax : un barbare, un prêtre et un mage. Les sprites du joueur sont utilisés pour les représenter.

## Ports du moteur
Le code source de Hexen fut publié par Raven Software en 1999 ce qui permit le port du jeu sous différents systèmes d'exploitation, notamment Linux, ou l'ajout du support des cartes OpenGL. S'il existe des ports dédiés au jeu (SDL Hexen, Hacked Hexen...), de nombreux ports de Doom sont conçus pour permettre également de jouer à Hexen : ZDoom, Vavoom, Doomsday Engine (héritier de JDoom et JHexen)...

## Publicité
La publicité du jeu a été portée par le slogan : « Un jeu de seigneur, pour les saigneurs ».

## Équipe de développement
- Artistes : Shane Gurno, Brian Pelletier, Brian Raffel
- Artistes additionnels : Brian Frank, Steve Raffel, Rebecca Rettenmund, Scott Rice, James Sumwalt, Matia Wagabaza,
- Programmation : Ben Gokey, Paul MacArthur, Chris Rhinehart
- Level Design : Eric C. Biessman, Michael Raymond-Judy
- Son : Kevin Schilder
- Musique : Kevin Schilder
- Project Director : Brian Raffel
- Producteur exécutif : John Romero
- Moteur 3D : John Carmack
- Sound Drivers : Paul Radek